# SÍ busz (Miskolc)
A miskolci Sí jelzésű  bánkúti síjárat a diósgyőri autóbusz-állomás és a bánkúti sífelvonó között közlekedett télen, munkaszüneti napokon a sífelvonó működésekor. Az autóbuszjáratot az MVK Zrt. üzemeltette 2004. január 17-étől 2010. december 16-ig, melyre a hatodik életévüket betöltött utasoknak külön jegyet kellett váltani a járművezetőnél. A cég honlapján lehetett tájékozódni arról, melyik napokon indul a járat. A vonalon Ikarus 250-es buszokkal bonyolították le a forgalmat.
A „síbusz” az 1-es villamos végállomása melletti buszmegállóból közlekedett. 2003–2005 síszezonjában még – az első és utolsó járat a Tiszai pályaudvar érintésével – menetrendszerűen közlekedett. Üzemeltetésére a Miskolci Közlekedési Vállalat 2006 decemberében pályázatot írt ki „SÍ járat” néven. Kihasználatlansága miatt szüntette meg akkor, amikor lejárt a szerződésben kikötött dátum.

## További információ
- Minap hetilap III. évfolyam 6. szám Programkavalkád a kocsonya körül (4. oldal), old.minap.hu - 2006. február 11.
- Hajtó Bálint képgaléria: FG04029 (MVK autóbusz „egyéb”), hbweb.hu
- 2008. január-február (I. rész)[halott link], juhaszgergely2.atw.hu (hozzáférés: 2015. december 8.)
- 25. Bánkúti síjárat, "Márciusi tél Lillafüreden" fotoalbum, laev.czzs.hu - 2005. március 13.
- Ikarus 250.16 № FKF-681 Miskolc, Bánkút, маршрут Bánkúti síjárat, Ikarus 250.16 № FKF-681 Miskolc, Bánkút, fotobus.msk.ru - 2005. február 12.
- Elnökségi Ülés, B.-A.-Z. Megyei Természetjáró Szövetség - 2014. április 29.